# Melampyrum degenianum
Melampyrum degenianum är en snyltrotsväxtart som beskrevs av Soó. Melampyrum degenianum ingår i släktet kovaller, och familjen snyltrotsväxter. Inga underarter finns listade i Catalogue of Life.